# Grand Prix automobile du Savio 1924
Le Grand Prix du Savio 1924 est un Grand Prix qui s'est tenu à Ravenne le 25 mai 1924.

## Classement de la course
Les participants sur fond rose sont engagés en classe Voiturette, ceux sur fond jaune sont engagés en classe Cyclecar.
| Pos. | no | Pilote               | Châssis         | Tours | Temps/Abandon                   |
| ---- | -- | -------------------- | --------------- | ----- | ------------------------------- |
| 1    | 18 | Enzo Ferrari         | Alfa Romeo RLTF | 25    | 3 h 17 min 37 s 1 (109,19 km/h) |
| 2    | 12 | Tazio Nuvolari       | Chiribiri 12/16 | 25    | + 25 min 39 s 1                 |
| 3    | 19 | Vittorio Foroni      | Itala 51        | 25    | + 33 min 25 s 3                 |
| 4    | 8  | Roberto Malinverni   | Bugatti T22     | 25    | + 34 min 7 s 3                  |
| 5    | 9  | Edoardo Weber        | Fiat 501        | 25    | + 34 min 48 s 5                 |
| 6    | 14 | Renato Balestrero    | OM 665          | 25    | + 39 min 10 s 9                 |
| 7    | 7  | « Sidoli »           | Fiat 501        | 25    | + 43 min 1 s 3                  |
| 8    | 6  | « Minguzzi »         | OM 665          | 25    | + 52 min 40 s 5                 |
| 9    | 17 | Ogniben Alvera       | Ansaldo 4CS     | 25    | + 52 min 49 s 5                 |
| 10   | 16 | « Minciotti »        | Ansaldo 4CS     | 25    | + 55 min 25 s 1                 |
| 11   | 15 | « Fussi »            | Ansaldo 4CS     | 25    | + 55 min 30 s 5                 |
| 12   | 8  | Marcello Servadei    | Fiat 501        | 25    | + 57 min 40 s 3                 |
| 13   | 1  | Ferruccio Cercignani | Wanderer 5/12PS | 25    | + 1 h 27 min 26 s 9             |
| 4    | 8  | Alberto Panerai      | Chiribiri 12/16 |       |                                 |
| Abd. | 4  | « Gambetti »         | Bugatti T22     |       |                                 |
| Abd. | 20 | Emilio Materassi     | Itala Sp 4.7    | 12    | Transmission                    |
| Abd. | 13 | Guido Canestrari     | OM 665          |       |                                 |
| Abd. | 11 | Guido Pianetti       | Wanderer 5/12PS |       |                                 |
| Abd. | 10 | Luigi Platé          | Fiat 501        |       |                                 |
| Abd. | 2  | Giacomo Marino       | Fiat 501        |       |                                 |

- Légende : Abd.=Abandon - Np.=Non partant

## Pole position et record du tour
- Pole position :  ?.
- Meilleur tour en course :  Enzo Ferrari (Alfa Romeo) en 7 min 26 s 6 (116,08 km/h).